# McKinleyville
Hydesville es un lugar designado por el censo ubicado en el condado de Humboldt en el estado estadounidense de California. En el año 2000 tenía una población de 13,599 habitantes y una densidad poblacional de 330 personas por km². El Aeropuerto de Arcata-Eureka se encuentra ubicado aquí.

## Geografía
Hydesville se encuentra ubicado en las coordenadas 40°56′N 124°5′O / 40.933, -124.083. Según la Oficina del Censo, la ciudad tiene un área total de 59,1 km² (22,8 mi²), de la cual 54,1 km² (20,9 mi²) es tierra y 5 km² (1,9 mi²) (8.42%) es agua.

## Demografía
Según la Oficina del Censo en 2000 los ingresos medios por hogar en la localidad eran de $42,411, y los ingresos medios por familia eran $45,625. Los hombres tenían unos ingresos medios de $38,375 frente a los $21,471 para las mujeres. La renta per cápita para la localidad era de $18,629. Alrededor del 11.0% de la población estaban por debajo del umbral de pobreza.